# Cartel de Tijuana
Le cartel de Tijuana, aussi appelé organisation Arellano Félix, basé dans la ville du même nom en Basse Californie (Mexique), est une organisation criminelle spécialisée dans le trafic de stupéfiants, qui était menée par sept frères et quatre sœurs Arellano Félix, qui ont défrayé la chronique par leur brutalité et cruauté. Dès novembre 1999, une inculpation aux États-Unis devant un grand jury qualifiait le cartel d'association de malfaiteurs violente menée par deux frères, Ramón Arellano Félix (en) (mort en 2002) et Benjamín Arellano Félix (en) (arrêté en 2002) . Le cartel serait dirigé depuis 2018 par un des fils de Benjamín Arellano Félix (actuellement incarcéré à l'USP Canaan), surnommé « El Piloto »,, probablement avec la collaboration de sa tante Enedina Arellano Félix. Après l'arrestation de la plupart de ses dirigeants, et notamment après celle de Luis Fernando Sánchez Arellano, le cartel s'est rapproché du cartel de Jalisco Nouvelle Génération et a fini par s'allier avec celui-ci en s'appelant désormais le cartel de Tijuana Nouvelle Génération.

## Histoire
En 2002, le Los Angeles Times affirmait que ce cartel contrôlait un quart de la cocaïne importée aux États-Unis . Le même article citait des sources officielles selon lesquelles le cartel avait déjà tué plus de 1 000 personnes, dont José « Pepe » Patiño Moreno, envoyé quelques années auparavant par le président Ernesto Zedillo afin de réformer la police corrompue de Tijuana. Patiño Moreno, considéré par la DEA comme un rare exemple d'intégrité, fut tué en 2000 par deux policiers mexicains formés par la DEA afin de faire partie d'une unité de lutte contre les narcotrafiquants.

### Origines
La famille Arellano Félix est originaire de Culiacán, capitale de l'État du Sinaloa, ce qui les distingue des trafiquants issus de la commune rurale de Badiraguato. Provenant de la classe moyenne urbanisée, certains sont diplômés d'université .
On pense généralement que le cartel est issu de l'éclatement du cartel de Guadalajara, dirigé par Félix Gallardo, alias Le Parrain, à la suite de son arrestation en 1989, suscitée en grande partie par l'assassinat, quatre ans plus tôt, d'Enrique Camarena, un agent de la DEA. Les frères Arellano Félix ont en effet été introduits à Tijuana par un oncle des Caro Quintero, Javier Caro Payán, lieutenant du Parrain dans cette ville. Après la désorganisation provoquée dans l'organisation de Félix Gallardo par l'affaire Camarena, et la fuite de Caro Payán aux États-Unis après l'arrestation du Parrain, les Arellano Félix se sont ainsi emparés de Tijuana.
Une autre tendance aurait mené à la création du cartel de Sinaloa. Certains affirment même que Félix Gallardo serait l'oncle des frères, ce qui a cependant été nié par ce dernier en 2009.
Dès 1982, Benjamín Arellano Félix (en) était arrêté en Californie pour avoir réceptionné 100 kg de cocaïne, mais parvint à s'évader. L'influence des frères augmenta fortement après l'arrestation de Félix Gallardo. Ils auraient travaillé avec Jesús Labra Avilés, neveu supposé de Pedro Avilés, trafiquant notoire des années 1970 présent dans le Sinaloa, et assassiné en 1978.
Au début des années 1990, les Arellano Félix deviennent l'un des deux groupes majeurs de trafiquants issus du Sinaloa, s'opposant notamment à l'organisation d'Amado Carrillo Fuentes, dite du cartel de Juárez, dont la famille provient des zones rurales du Sinaloa et sont les héritiers des premières générations de trafiquants du Sinaloa. Des liens entre les frères et Carlos Hank González (1927-2001), personnage clé du Parti révolutionnaire institutionnel (PRI), ont été évoqués à plusieurs reprises au Sénat américain.

### L'assassinat du cardinal Juan Jesús Posadas Ocampo (1993)
En mai 1993, la mort du cardinal Juan Jesús Posadas Ocampo à Guadalajara, tué dans des circonstances non éclaircies, attira l'attention sur les frères Arellano Félix, notamment Benjamín. Selon l'enquête initialement diligentée par le général José Gutiérrez Rebollo, le cardinal aurait été tué par une balle perdue lors d'un affrontement entre les hommes de Ramón Arellano Félix (es) d'un côté, et ceux de Joaquin Guzman et Hector Palma Salazar (en), à la tête du cartel de Sinaloa, de l'autre. Certains ont cependant émis des doutes, affirmant que le cardinal aurait été délibérément assassiné.
L'un des frères rencontre, à deux reprises, l'ambassadeur du Vatican, Girolamo Prigione, en décembre 1993 et janvier 1994, lequel informe le président Carlos Salinas de la volonté de négocier des trafiquants. Le procureur général du Mexique, Jorge Carpizo McGregor, suggère plutôt de les arrêter, suggestion non retenue, et qui indique une passivité suspecte venant d'un président aux pouvoirs étendus.

### Guerres entre cartels
Outre le cartel de Sinaloa, les frères Arellano Félix s'opposent aussi à Amado Carrillo Fuentes, l'un des plus puissants parrains du Mexique, à la tête du cartel de Juárez, une fusillade explosant dans le restaurant Ochoa Bali-Hai à Mexico le 24 novembre 1993.
Lors du procès du général José Gutiérrez Rebollo, arrêté en 1997 alors qu'il était devenu tsar de la lutte anti-drogues, le procureur montra des preuves selon lesquelles le général avait favorisé le cartel de Juárez en s'attaquant violemment à son rival de Tijuana.

### Tentative d'assassinat contre le journaliste Blancornelas (1997)
C'est aussi en 1997 que le journaliste de Zeta (en), un magazine de Tijuana, Jesus Blancornelas, se fait tirer dessus, à l'AK-47, par plusieurs sicaires du cartel, dont un homme de main de Ramón (en), David Barrón Corona, après avoir publié des lettres de mères de victimes du mafieux. Le chauffeur du journaliste décéda lors de cette fusillade. Onze ans plus tard, l'un des sicaires, Saúl Montes de Oca Morlett, est arrêté et inculpé pour tentative d'assassinat sur Blancornelas.

### La fin des années 1990 et les années 2000
Ramón (en) entra en 1998 sur la liste des dix fugitifs les plus recherchés du FBI. La même année, Arturo Páez Martínez, membre du cercle dirigeant du cartel, fut arrêté au Mexique, avant d'être extradé en 2001 vers les États-Unis . En 2000, Ismael Higuera Guerrero, meurtrier proche de Ramón (en), fut lui aussi arrêté. Ramón décéda en février 2002 lors d'une fusillade avec la police, due apparemment à son caractère violent puisqu'il n'avait pas été reconnu.

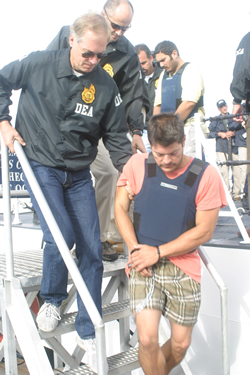
Arrestation de en août 2006 par la DEA. Il a été condamné à la perpétuité ferme.

En août 2006, c'est au tour de Francisco Javier Arellano Félix (en), capturé alors qu'il pêchait en haute mer. Son bateau fut remorqué jusqu'aux États-Unis par un patrouilleur américain (en). Après avoir plaidé coupable pour association criminelle en 2007, il fut condamné à la perpétuité et incarcéré à la prison de haute sécurité ADX Florence, au Colorado.
Après l'arrestation de Francisco, on pense qu'Eduardo Arellano Félix (en) et sa sœur Enedina avaient pris la tête du cartel. Mais Eduardo fut arrêté en octobre 2008 à Tijuana, le leadership passant à son neveu, Luis Fernando Sánchez Arellano (en).

## Décès et arrestations
- 4 décembre 1993: arrestation à Tijuana de Francisco Rafael Arellano Félix (en). Inculpé pour complicité de meurtre du cardinal Juan Jesús Posadas Ocampo, il n'écopera finalement que de dix ans de prison pour possession d'armes illégales. Libérable en 2004, il fut maintenu en détention en attente du traitement d'une requête d'extradition venant des États-Unis. En 2006, il fut extradé, et plaida coupable pour conspiration de distribution de cocaïne. Il fut libéré le 2 février 2008[12].
- 1998: arrestation d'Arturo Páez Martínez, membre du cercle dirigeant du cartel, qui sera extradé aux États-Unis en 2001.
- 2000: arrestation d'Ismael Higuera Guerrero, proche de Ramón Arellano Félix.
- 10 février 2002: mort de Ramón Arellano Félix (en) lors d'une fusillade avec la police.
- mars 2002: arrestation de Benjamín Arellano Félix (en).
- août 2006: arrestation de Francisco Javier Arellano Félix (en), condamné à perpétuité aux États-Unis en 2007.
- 26 octobre 2008: arrestation de Eduardo Arellano Félix (en) à Tijuana. Les autorités américaines offraient une prime de 5 millions de dollars pour Eduardo, également recherché par Interpol. Le même jour, un lieutenant du cartel, Luis Ramirez Vázquez, est également arrêté.
- janvier 2010: arrestation au Mexique de Teodoro García Simental (en), ex-lieutenant du cartel qui était entré en guerre contre Luis Fernando Sánchez Arellano (en), désormais à la tête du cartel, et avait passé une alliance mouvante avec le cartel de Sinaloa.